# 葉生
葉生（？—？），字則存，浙江慈人，明朝政治人物。

## 生平
葉生為建文四年（1402年）舉人，永樂二年（1404年）成進士，與同鄉進士葉銘臻合稱「丹山雙鳳」。當時明成祖重視任命藩輔，命學士楊士奇遴選進士中學行優秀者充任，葉生居首而獲授蜀府伴讀，到蜀府後上呈《侯度章》二十章，蜀王朱椿感到喜悅，賜號「明德先生」；他的學問以主敬為先，正心復性為本，每次陳述經典都令蜀王肅襟危坐，適逢谷王朱橞謀反，蜀王召他商議，他嚴肅的說：「大義滅親，應該當機立斷。」命屬下奏疏向朝廷辯白，不久他在藩邸去世。

## 引用
1. 1 2  光緒《慈谿縣志·卷二十六·列傳三》：葉生，字則存，永樂元年與葉銘臻同成進士，稱「丹山雙鳳」，授蜀府伴讀 雍正志：時文皇帝重藩輔之任命，命學士楊士奇選進士優行者充之，生居首授蜀府伴讀 ，抵藩進《侯度章》二十章﹐王悅賜號「明德先生」，其學以主敬為先，正心復性為本，每陳謨訓墳典，王未嘗不肅襟，會谷庶人謀反，王召議之，輒正色曰：「大義滅親，機當速發。」命屬草白諸朝用是，湘漢肅清、江淮安堵，生與有力焉 雍正府志、雍正志：卒於藩邸 。
2. ↑  光緒《慈谿縣志·卷二十·選舉中》：舉人……建文四年壬午科……葉生 甲申進士……進士……永樂二年甲申科曾棨榜……葉生 奉祠，天啟志伴讀，有傳